# 콜린 몽고메리

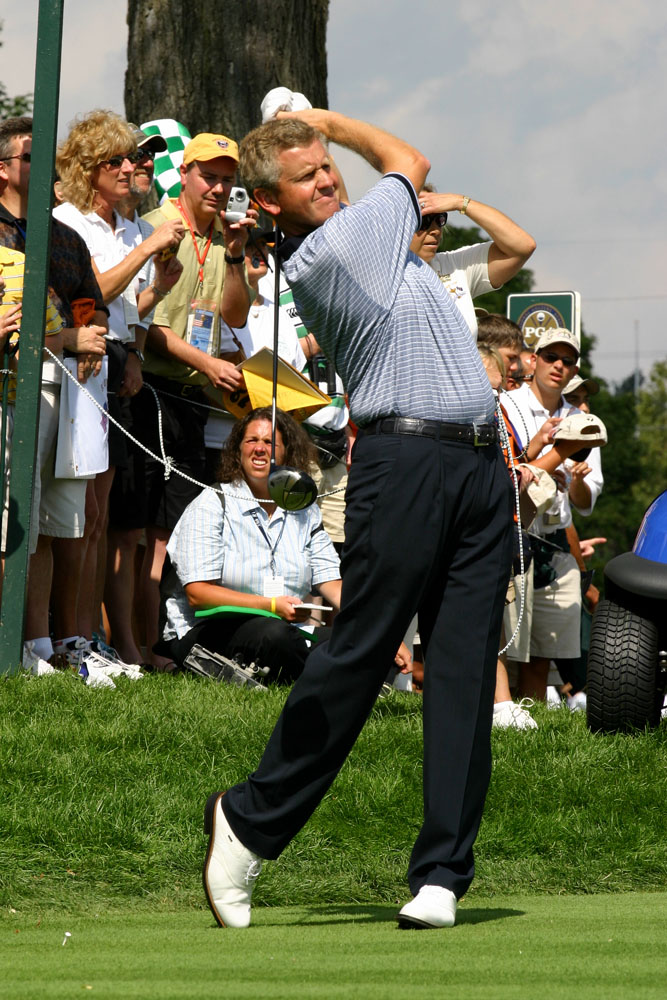
콜린 몽고메리 (2004년)

콜린 몽고메리(영어: Colin Montgomerie, OBE, 1963년 6월 23일 ~ )는 영국 스코틀랜드의 골프 선수이다.

## 서훈
- 1998년 대영 제국 훈장 5등급(MBE)[1]
- 2005년 대영 제국 훈장 4등급(OBE)[2]